# D2-MAC

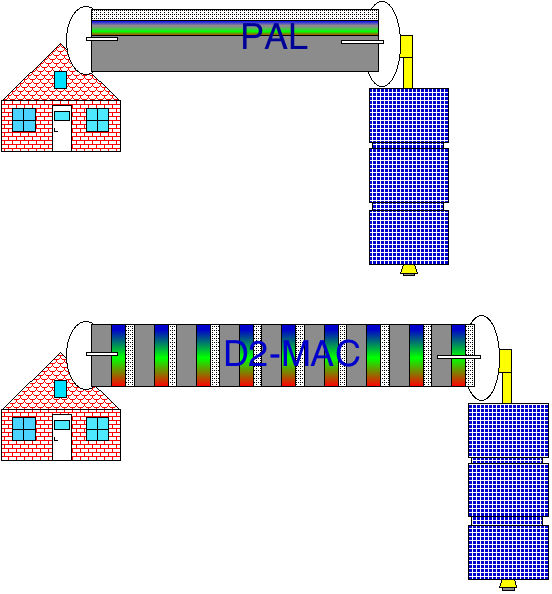
La transmisión de PAL simultánea de toda televisión-elementos de cuadro y el multiplexed transmisión de los elementos de cuadro de la televisión con D2-MAC.

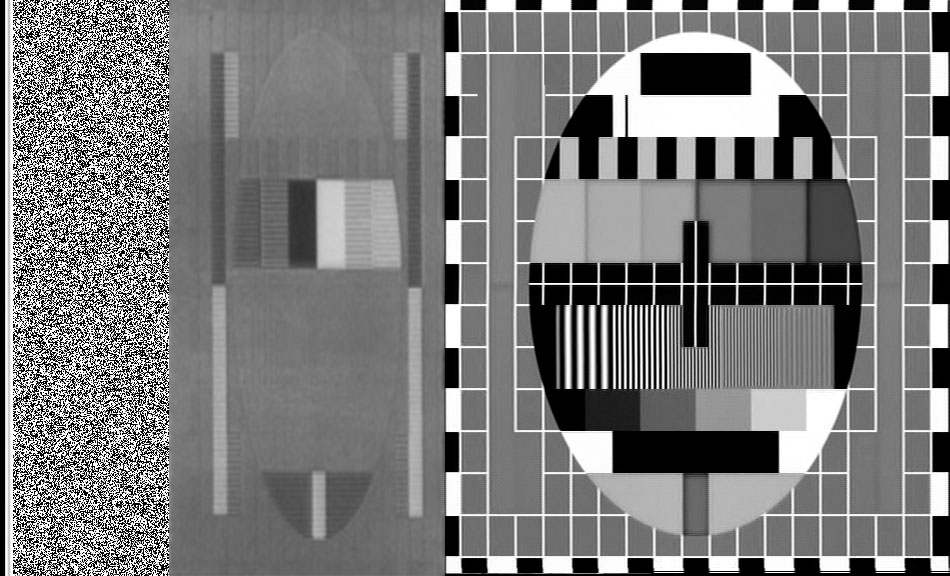
Simulado MAC señal. De izquierdo a correcto: dato digital, chrominance y luminancia

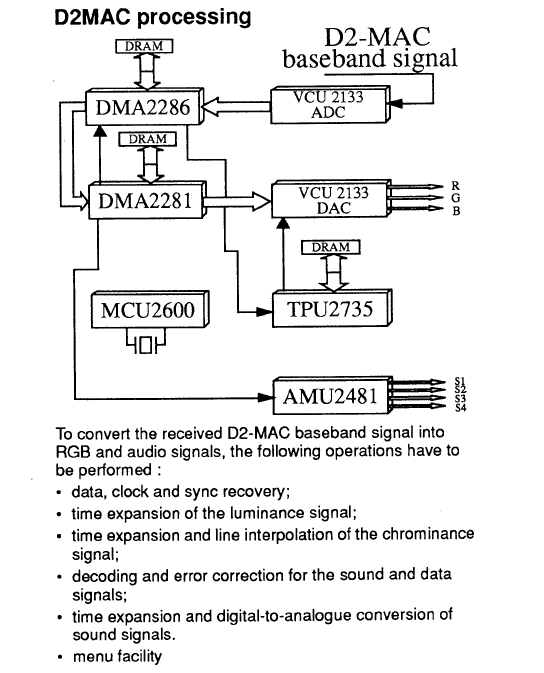
D2-Mac procesamiento en un Philips auricular de satélite de 1990

D2-MAC era un estándar de transmisión de televisión por satélite, que formaba parte de Multiplexed familia de Componentes del Equivalente. Fue creado para solucionar problema de ancho de banda de D-MAC en sistemas de cable europeo, con un procedimiento parecido al S-VHS.
- D2-MAC usos a medias el índice de dato de D-MAC (10.125 Mbit/s)
- D2-MAC tiene un ancho de banda de visión reducido, aproximadamente 1/2 que de D-MAC.
- D2-MAC retiene la mayoría de la calidad de un D-MAC señal—pero consume sólo 5 MHz de ancho de banda.

## Detalles técnicos
MAC Transmite luminancia y chrominancia por separado en el tiempo más que separado en frecuencia (como otros formatos televisivos analógicos, p.e. vídeo compuesto ).
Audio y encriptado (acceso selectivo)
- Audio, en un formato similar al NICAM se transmitìa digitalmente más que cuando un FM sub-cargador.
- El estándar MAC incluía un estándar sistema encriptado , EuroCrypt, un precursor sistema de encriptación del estándar DVB-CSA.

## Historia y política
MAC Estuvo desarrollado por el Reino Unido Independiente Retransmitiendo Autoridad (IBA) y en 1982 estuvo adoptado como el formato de transmisión para satélite de emisión directo próximo del Reino Unido (DBS) servicios televisivos (finalmente proporcionados por el satélite británico que Retransmite). El año siguiente MAC estuvo adoptado por el europeo Retransmitiendo Unión (EBU) como el estándar para todo DBS.
Por 1986, a pesar de allí siendo dos estándares, D-MAC y D2-MAC, favorecidos por países diferentes en Europa, una Directiva de UE impuso MAC en el nacional DBS radioemisors, para proporcionar una piedra de dar un paso de PAL de equivalente y Secam formatos a la definición alta eventual y televisión digital del futuro, con fabricantes de televisión europea en una posición privilegiada para proporcionar el equipamiento requirió.
Aun así, el Astra sistema de satélite también empezaba arriba en este tiempo (el primer satélite, Astra 1Un estuvo lanzado en 1989) y aquello operó exterior de la UE MAC requisitos. A través del @1990s, una batalla bramada entre el proponents de PAL en Astra y MAC en el DBS satélites. A pesar de presión más lejana de la UE (incluyendo una Directiva más lejana originalmente pretendida para hacer MAC la provisión obligatoria en conjuntos de televisión, y un subsidio a radioemisors para utilizar el MAC formato), los radioemisors y los espectadores prefirieron la facilidad y coste más bajo de equipamiento de PAL y votado con sus platos, escogiendo la cacerola-emisiones de PAL europeo de Astra sobre el nacionales DBS satélites.
Por el mid-1990s, el aumento inesperadamente rápido de digital retransmitiendo tecnología rendered los argumentos irrelevantes, y el uso de D-MAC y D2-MAC se desvaneció.